# Tomás Tamayo de Vargas
Tomás Tamayo de Vargas (Madrid, 1589 – Madrid, 1641) è stato un diplomatico, letterato e critico letterario spagnolo.

## Biografia
Proveniva da una famiglia povera; suo padre era Tomás Martínez Tamayo, nativo di Malpartida de Corneja, nella diocesi di Avila, e sua madre Catalina de Vargas, di Toledo. Iniziò gli studi a Pamplona; ritornato a Toledo studiò con Fray Mateo de Burgos, che cita come suo maestro; fin da giovanissimo studiò lingue classiche (latino, greco ed ebraico), filosofia, teologia e scienze umane, in particolare storia sacra e storia antica e moderna. Visse a Toledo dove divenne professore dll'università. Nel 1626, al ritorno da Venezia dove era stato segretario dell'ambasciata spagnola guidata da Fernando Álvarez de Toledo, succedette ad Antonio de Herrera come cronista reale di Castiglia. Dal 1634 fu anche Cronista de Indias, succedendo a Luis Tribaldos de Toledo. Divenne membro del Real Consejo de las órdenes militares, e ministro dell'Inquisizione. Al suo ritorno da Venezia divenne precettore di Enrique de Guzmán, nipote del conte Duca di Olivares.
Nel 1616 pubblicò una controversa Defensa de la Historia general de España del Padre Juan de Mariana (Toledo, 1616). Nel 1622 stampò una famosa edizione annotata delle Opere di Garcilaso de la Vega.
L'aspetto meno noto della sua personalità è la sua attività di umanista e traduttore (tradusse, ad esempio, l'Ars poetica di Orazio, e i Discorsi del poema eroico di Torquato Tasso, una selezione degli Epigrammi di Marziale, perduta, e alcune poesie di altri poeti latini). Tra le sue opere bibliografiche è fondamentale la sua Junta de Libros, repertorio bibliografico che non è stato pubblicato fino ad epoca recente. Scrisse anche un trattato di paleografia e steganografia: Cifra, contracifra antigua y moderna.
Lasciò manoscritti un Auli Persii Flacci Satyrarum liber pronto per la pubblicazione e alcuni altri manoscritti come la famosa Junta de libros la mayor que ha visto España en su lengua hasta el año 1624.

## Opere
- (ES) Historia general de España del p.d. Iuan de Mariana defendida ... contra las Advertencias de Pedro Mantuano, Toledo, por Diego Rodriguez, 1616. Difesa delle Historiae de rebus Hispaniae del padre Juan de Mariana contro le Advertencias a la historia del padre Juan de Mariana di Pedro Mantuano.
- Junta de libros la mayor que ha visto España en su lengua hasta el año 1624. Hay edición moderna: Junta de libros, ed. crítica de Belén Álvarez García. Madrid: Iberoamericana / Frankfurt am Main: Vervuert, 2007.
- Traducción manuscrita del Arte Poética de Horacio.
- Traducción manuscrita de Torcuato Tasso, los tres Discursos sobre el poema heroico
- Nobiliario de don Lorenzo de Padilla
- Vida de doña Maria de Toledo Señora de Pinto i después Sor Maria la Pobre fundadora i primera abadessa del monasterio de Sancta Isabel de los Reies de Toledo ..., En Toledo, por Diego Rodríguez, 1616
- Diego García de Paredes i relación breue de su tiempo ..., En Madrid, por Luis Sánchez, 1621
- “Notas [a las obras de Garci Lasso de la Vega i don Iorge Manrique]”, en GARCILASO DE LA VEGA, Garcilasso de la Vega natural de Toledo ..., En Madrid, por Luis Sánchez, 1622
- Flavio Lucio Dextro caballero español de Barcelona Prefecto-Pretorio de Oriente Governador de Toledo por los años del S[eñ]or de CCCC defendido ..., En Madrid, por Pedro Tazo, 1624
- Restauración de la ciudad del Salvador Baia de todos sanctos en la provincia del Brasil ..., En Madrid, por Pedro Tazo, 1626
- Memorial a S.M. en nombre de la Iglesia de Santiago y del clero de las Españas por el único Patronato del Apóstol Santiago, Madrid, Pedro Tazo, 1626.
- Memorial al Rey Felipe IV por la lealtad de la ciudad de Toledo ..., Toledo, [s.n.], [ca. 1631]
- Memorial por la Casa y familia de Luna, Madrid, [s.n.], 1631
- Memorial por la Casa y linaje de Sosa, Madrid, [s.n.], 1633
- Memorial por la esclarecida Casa de Alagon. [Citado por : Nicolás ANTONIO, Bibliotheca Hispana Nova ..., Madrid, 1783, t. II, p. 314]
- Memorial por la nobilísima Casa de Moncada. [Citado por : Nicolás ANTONIO, Nova, t. II, p. 314]
- Memorial de la Casa y sucession del Conde de Castro D. Gomez de Mendoza Manrique. [Citado por: Nicolás ANTONIO, Nova, t. II, p. 314]
- Historia de la nobilissima casa de los Borjas. [Citado por: Nicolás ANTONIO, Nova, t. II, p. 316]
- Memorial de la Casa del Marques de Aitona. [Citado por: Nicolás ANTONIO, Nova, t. II, p. 314];
- Conde de Miranda, [S.l., s.n., s.a.]
- Señor de Tavera de la casa de Anaya, [S.l., s.n., s.a.]
- Memorial de los Enriquez, Señores de Villalva. [Citado por: José PELLICER DE TOVAR, Memorial de la calidad y servicios de Don Fernando Joseph de los Rios y Argote ..., Madrid, [s.n.], 1665, hoja 47 verso, nota 16]
- Tratado de la Casa de Valenzuela, Madrid, [s.n.], 1651
- Notas segundas a Garcilasso y corrección de las primeras. [Citado por: Nicolás ANTONIO, Nova, t. II, p. 315]
- Cifra, contracifra antigua y moderna. [Citado por: Nicolás ANTONIO, Nova, t. II, p. 315]
- Notas a todas las Historias antiguas de España necesarias para su enmienda, defensa y inteligencia. [Citado por: Nicolás ANTONIO, Nova, t. II, p. 316]
- San Joachim abuelo del Hijo de Dios, padre de su santísima Madre, lo que de su vida, virtudes y merecimientos se ha hallado en los Santos Padres y auctores eclesiasticos. [Citado por : Nicolás ANTONIO, Nova, t. II, p. 316]
- Marco Valerio Marcial Español, sus epigramas mas selectas reducidas a metros castellanos. [Citado por : Nicolás ANTONIO, Nova, t. II, p. 315]
- Doce Tratados varios, en que se disputan algunas cosas singulares de España: De la venida de Santiago a España; Santos de España nuevamente descubiertos; Origen de los Títulos y otras Dignidades de España; Información por la lengua antigua de España; Derechos que los Reyes de España tienen a sus Coronas y Señoríos; Razon por que a la Majestad del Rey D. Felipe IV pertenece el título de Magno; Paralelos de algunos insignes Españoles con otros de los antiguos; Yerros de algunos Historiadores nuestros y agenos; Falsedad del Beroso de Juan Annio y de los demás que andan con el; Competencia de Toledo y Burgos sobre [el asiento y voz en Cortes]; Provechos de la Historia y uso de ella entre los Principes; El Coronista y su oficio, calidades y prerrogativas [y] razon de los que ha havido en estos reynos. [Citado por: Nicolás ANTONIO, Nova, t. II, p. 315-316].
- (LA) Luitprandi sive Eutrandi e subdiacono toletano & Ticinensi diacono Episcopi Cremonensis ... Chronicon ad Tractemundum illiberritanum in Hispania Episcopum... accessère eiusdem ... Notae & Fragmenta, Madrid, ex typographia Francisci Martinez, 1635.
- (LA) Ἀποσπασμάτιον de rebus Emeritensibus ex Hispania antiqua D. Thomae Tamaio de Vargas Historiographi Regii, in Pauli diaconi Emeritensis Liber de vita et miraculis Patrum Emeritensium a multis hactenus desideratus ..., Antuerpiae, apud Ioannem Meursium, 1638.
- Schediasmatum latinorum de rebus diversis.[Citado por: NICOLÁS ANTONIO, Nova, t. II, p. 316]
- Aurelii Flavii Alvari viri illustris Patritii Cordubensis, S. Eulogii Archiepiscopi Toletani martyris amici & studiorum collegae opera, quae in Bibliothecis Hispaniae extant nunquam edita, e codice pervetusto Ecclesiae Cordubensis literis gothicis exarato bona fide transcripta. [Citado por: Nicolás ANTONIO, Nova, t. II, p. 315]
- Animadversiones in Juliani cognomento Petri, Toletani, dum Mauri rerum potirentur Archipresbyteri & Dom. Bernardi primi sulis a secretis & studiis Chronicon & adversaria. [Citado por: Nicolás ANTONIO, Nova, t. II, p. 315]
- Notae in M. Maximi Cesaraugustani Archiepiscopi Chronicon cun Helecae, Braulionis, Tajonis & Valdredi eiusdem Ecclesiae Praesulum additionibus. [Citado por: Nicolás ANTONIO, Nova, t. II, p. 315]
- Flavii Lucii Dextri Barcinonensis Historiae omnimodae fragmentum denuo recensitum, ad veterum codicum fidem castigatum & comentario perpetuo illustratum. [Citado por: Nicolás ANTONIO, Nova, t. II, p. 315]
- Anti-Bandellus sive pro intemerata Deiparae Virginis Conceptione adversus Vincentium Bandellum a Castro-novo Yperaspistes. [Citado por: Nicolás ANTONIO, Nova, t. II, p. 315]
- Toletum sive de rebus Toletanis Historia. [Citado por: Nicolás ANTONIO, Nova, t. II, p. 315]
- In C. Plinium Secundum postremum post omnium curas spicilegium ex M. SS. Toletanae Ecclesiae inter se & cum exemplis vulgaribus collatis, 1615. [Citado por : Nicolás ANTONIO, Nova, t. II, p. 315].